# Coniogramme sinensis
Coniogramme sinensis är en kantbräkenväxtart som beskrevs av Ren-Chang Ching. Coniogramme sinensis ingår i släktet Coniogramme och familjen Pteridaceae. Inga underarter finns listade.